# 富山県道139号滑川停車場線
富山県道139号滑川停車場線（とやまけんどう139ごう なめりかわていしゃじょうせん）は富山県滑川市内を通る一般県道である。

## 概要

### 路線データ
- 起点：滑川停車場（富山県滑川市辰野）
- 終点：富山県滑川市中町（富山県道1号富山魚津線・富山県道51号蓑輪滑川インター線交点）
- 実延長：85m

## 沿革
- 1960年（昭和35年）4月23日 - 認定[1]

## 地理

### 通過する自治体
- 富山県滑川市

### 接続する道路
- 滑川市道（起点：滑川市辰野、「滑川駅」北口）
- 富山県道51号蓑輪滑川インター線（滑川市吾妻町 - 滑川市中町（終点）で重複）
- 富山県道1号富山魚津線（終点：滑川市中町）

### 周辺
- あいの風とやま鉄道・富山地方鉄道本線 滑川駅
- 富山県厚生農業協同組合連合会滑川病院
- 滑川市役所
- 滑川市立寺家小学校
- 吾妻郵便局
- 滑川ショッピングセンター エール